# Bam's Unholy Union
Bam's Unholy Union är en amerikansk TV-serie med stjärnan från Jackass och Viva La Bam, Bam Margera. I serien får man följa honom på sin väg mot giftermål med sin barndomsflickvän Melissa "Missy" Rothstein. Missy förlorade sin pappa som ung och har två systrar varav en har utvecklingsstörningen Downs syndrom. Hon har även gjort plåtningar för Playboy som hon ansåg var Bams bröllopspresent. Melissa och Bam träffades i 12-13-årsåldern. Denna serie handlar om Bams och Missys krokiga väg mot altaret.
Man kan se denna serie som en liten uppföljare till Viva La Bam. Även om serien mest handlar om Bam och Missy, så handlar den även mycket om Bam och hans vänner och crew från Viva La Bam och de utför samma galna stunts som de gjorde då. Serien sändes åren 2006–2007, och det blev 9 avsnitt.
Bam's Unholy Union sändes på MTV.

## Medverkande
- Bam Margera
- Missy Rothstein
- April Margera
- Phil Margera
- Jess Margera
- Chris Raab
- Marion Rothstein
- Jess Rothstein
- Brandon Novak
- Ryan Dunn
- Brandon DiCamillo
- Tony Hawk
- Rake Yohn